# Pellenes epularis
Pellenes epularis es una especie de araña saltarina del género Pellenes, familia Salticidae. Fue descrita científicamente por Pickard-Cambridge O. en 1872.
Habita en Namibia, Azerbaiyán, Georgia, Irán, Israel, Kazajistán, Kirguistán, Tayikistán, Turkmenistán, Uzbekistán, Yemen, Grecia y Rusia.